# ایرنا شوینسکا
ایرنا شوینسکا ورزشکار زن رشتهٔ دو و میدانی اهل لهستان بود. وی در بین سال‌های ‎۱۹۶۴ تا ۱۹۷۶ میلادی در مسابقات بازی‌های المپیک تابستانی در مجموع ۷ مدال، شامل ۳ مدال طلا و ۲ نقره و ۲ برنز را کسب کرد.